# Koncz Ákos
Konczházai Koncz Ákos (Pest, 1861. augusztus 7. – Debrecen, 1917. június 17.) római katolikus pap, főgimnáziumi tanár, egyházi író, újságíró, Debrecen főlevéltárosa.

## Élete
Koncz József pénzügyi számtanácsos és maróthi Major Charlotte (Sarolta) fiaként született. Iskoláit magánúton otthon, majd Szolnokon, Aradon, Pozsonyban, Szatmáron, Nagy-Károlyban és Budapesten végezte 1878-ig. Ezt követően Egerben a papi pályára lépett, ahol 1884-ig a bölcseletet és a hittudományokat hallgatta. A papnevelő intézetben a magyar egyházirodalmi társultnak aljegyzője, majd főjegyzője, 1884-ben pedig elnöke volt; ugyanebben az évben szentelték pappá. 1886-ig káplánként működött Gyöngyös-Tarjánban. 1887. január 1-jétől a nagykállói állami főreáliskolához nevezték ki hitszónoknak. 1888-ban megszerezte a középiskolákhoz megkívánt hittanári képesítést. 1889 nyarán a nyíregyházai evangélikus főgimnáziumhoz ment hittanárnak, majd 1891. január 1-jétől az egri állami reáliskola hitoktatójának  nevezték ki. Egy idő után  a jászberényi főgimnáziumban vállalt tanítói állást. 1895-ben az egyházi rendből kilépett, és Debrecenbe költözött, a Debreczeni Ellenőr című szabadelvű-párti politikai napilap szerkesztője lett, amelybe eddig az 1890-es években körülbelül 300 vezércikket írt. 1896-ban Debrecen főlevéltárosává nevezte ki Degenfeld József gróf főispán, majd tiszteletbeli tanácsosi címet kapott. Tagja volt több egyesületnek, így a Csokonai-körnek, a jogász- és tisztviselő körnek (választmányi tag), stb.
Kilépése után, 1895. szeptember 9-én meg is házasodott. Neje Balogh Ilona volt, aki szintén írt a helyi lapokba tárcákat és fordított német és francia nyelvű műveket.

## Művei

### Folyóiratcikkek
Cikkei, költeményei, elbeszélései, rajzai az Egri Egyházmegyei Közlönyben (1884. Hogyan szüntethetjük meg a tudományos pályákon tapasztalható túltömöttséget); a Religióban (1885. l. A görög egyházszakadás, pályanyertes mű); a Szabadsajtóban (1889. Andrássy Jenő nagy-kállai főreáliskolai tanár emlékezete, 1890–91. A nevelésről, Vallás és tudomány), az Adatok az egri egyházmegye történetéhez (II. k. Adatok a gyöngyös-tariáni egyház történetéhez); a Jó Pásztorban (1891. Szent beszédek); az Eger és Vidékében (1891. A gyermekek részére tartott felolvasásokról, Az utolsó Zajtay elb.); munkatársa volt a Szabolcsi Szabadsajtónak, a Nyírvidéknek, az Egernek és a Debreczeni Hirlapnak. Szerkesztette a Jászberény és Vidékét 1894. január 1-től május 10-ig.

### Önállóan megjelent művek
- Gyöngyös-Tarján története. Eger, 1886.
- Egri egyházmegyei papok az irodalmi téren. Eger, 1892. (Ismertette a Magyar Sion)
- Az egri főegyházmegye két nagy költőjéről. Jászberény, 1894. (Különnyomat a jászberényi községi kath. főgymnasium Értesítőjéből.)
- Szomorú órák. Elbeszélések. Debrecen, 1896.
- A munkás törvény magyarázata. Debrecen, 1898.
- A debreczeni István malom története. Debrecen, 1898. (Mayer Emillel együtt.)
- Debreceni útmutató. Debrecen, 1904.
- Ős Debrecen. Elbeszélés. Debrecen, 1909.
- A debreceni jótékony nőegylet élete és 40 éves működése. Debrecen, 1909.
- Debrecen múltjából. Elbeszélés. Debrecen, 1914.

Megbízást kapott, hogy Zoltai Lajossal együtt írja meg Debrecen történetét is, amelyet Debrecen monográfiájában terveztek megjelentetni. (A mű elkészültéről nincs tudomásunk.) Sajtó alá rendezte Mindennapi történetek című beszélygyűjteményét.